# Demeusel
Demeusel ist ein Ortsteil der Gemeinde Rosenbach/Vogtl. im sächsischen Vogtlandkreis. Das zur Ortschaft Leubnitz gehörende Dorf wurde am 1. Januar 1974 nach Rodau eingemeindet, mit dem es am 1. Januar 1999 nach Leubnitz und am 1. Januar 2011 zur Gemeinde Rosenbach/Vogtl. kam.

## Geographie

### Geographische Lage
Demeusel liegt im Westen der Gemeinde Rosenbach/Vogtl., westlich von Plauen und rund 4 km von der Landesgrenze zu Thüringen entfernt. Der Ort liegt am Demeuseler Dorfbach, einem Zufluss des Rosenbachs. Demeusel liegt im Nordwesten des Vogtlandkreises und im sächsischen Teil des historischen Vogtlands. Geografisch liegt der Ort im Zentrum des Naturraums Vogtland (Übergang vom Thüringer Schiefergebirge ins Mittelvogtländische Kuppenland).

### Nachbarorte
Demeusel grenzt an vier weitere Ortsteile der Gemeinde und einen Ortsteil der Gemeinde Pausa-Mühltroff.
|          | Schönberg                                   | Drochaus |
| Kornbach | Kompassrose, die auf Nachbargemeinden zeigt | Leubnitz |
|          | Rodau                                       |          |

## Geschichte

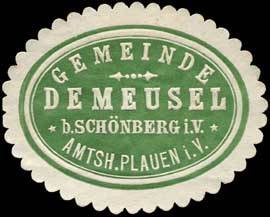
Siegelmarke Gemeinde Demeusel

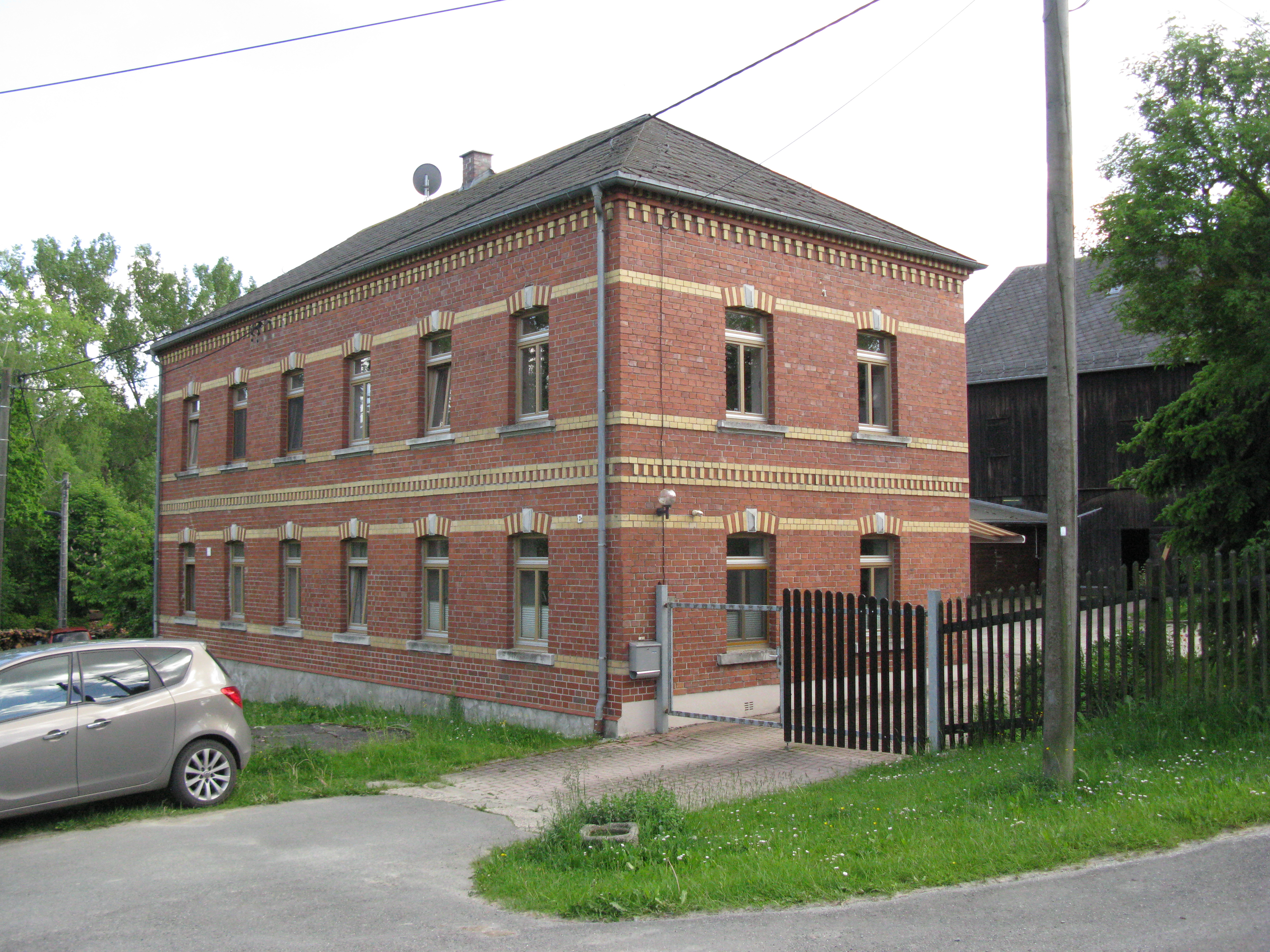
Denkmalgeschütztes Haus am Rodauer Weg

Der Name des Platzdorfs Demeusel ist altsorbisch und leitet sich vom 1294 erstmals urkundlich erwähnten Henricus Themuzlerus ab. 1301 findet sich die Schreibweise Heinricus Themuzler. 1328 ist erstmals der Ort als zue Temuesels belegt. Die Schreibweise änderte sich über die Jahrhunderte mehrfach, bis sich am 1791 der heutige Ortsname Demeusel etabliert hatte. Bezüglich der Grundherrschaft gehörte ein Teil zum Rittergut Leubnitz, der andere gehörte bis 1856 als Amtsdorf zum kursächsischen bzw. königlich-sächsischen Amt Plauen. 1856 wurde der Ort dem Gerichtsamt Pausa und 1875 der Amtshauptmannschaft Plauen angegliedert. Kirchlich war Demeusel ursprünglich nach Leubnitz gepfarrt, seit 1613 gehört der Ort kirchlich nach Rodau.
Durch die zweite Kreisreform in der DDR kam die Gemeinde Demeusel im Jahr 1952 zum Kreis Plauen-Land im Bezirk Chemnitz (1953 in Bezirk Karl-Marx-Stadt umbenannt). Am 1. Januar 1974 wurde der Ort nach Rodau eingemeindet. Als Ortsteil von Rodau gehörte Demeusel seit 1990 zum sächsischen Landkreis Plauen, der 1996 im Vogtlandkreis aufging.
Am 1. Januar 1999 schloss sich Rodau, inklusive des Ortsteils Demeusel mit den bis dahin selbstständigen Gemeinden Leubnitz, Rößnitz und Schneckengrün zur neuen Gemeinde Leubnitz zusammen, welche sich am 1. Januar 2011 mit Mehltheuer und Syrau zur Gemeinde Rosenbach/Vogtl. zusammenschloss.

### Entwicklung der Einwohnerzahl
| Jahr | Einwohnerzahl                                                      |
| ---- | ------------------------------------------------------------------ |
| 1557 | 17 besessene Mann, 4 Inwohner                                      |
| 1764 | 17 besessene Mann, 1 Gärtner, 2 Häusler, 71/2 Hufen je 30 Scheffel |
| 1834 | 132                                                                |
| 1871 | 127                                                                |
| 1890 | 128                                                                |
| 1910 | 112                                                                |
| 1925 | 126                                                                |
| 1939 | 109                                                                |
| 1946 | 146                                                                |
| 1950 | 132                                                                |
| 1964 | 81                                                                 |
| 2011 | 73                                                                 |

## Öffentlicher Nahverkehr
Der Ort ist mit der vertakteten RufBus-Linie 44 des Verkehrsverbunds Vogtland an Mehltheuer angebunden. Dort besteht Anschluss zur TaktBus-Linie 42 nach Pausa und Zeulenroda.